# Fritz Cockerell
Fritz Cockerell, właśc. Friedrich Gockerell (ur. 25 listopada 1889 w Monachium, zm. 16 kwietnia 1965 tamże) – niemiecki konstruktor silników, motocykli i samochodów.

## Życiorys
Urodzony jako Friedrich Gockerell rzadko używał pełnego imienia. Zmiana pisowni nazwiska na Cockerell spowodowna była bardziej angielskim brzmieniem co miało zaowocować zwiększeniem sprzedaży jego produktów. Również w nazwach firm stosował pisownię przez C. Na nazwisko Cockerell są również wystawione dokumenty jego patentów.

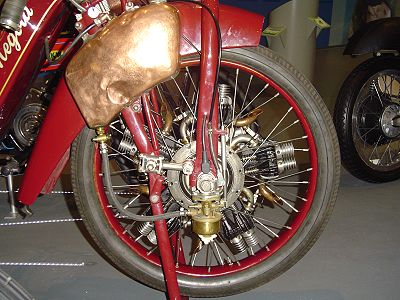
Megola motocykl z silnikiem gwiazdowym w przednim kole

Rozpoczął pracę jako mechanik w zakładach lotniczych, a następnie w zakładach budowy turbin parowych. Następnie rozpoczął pracę w Rapp Motorenwerke, które po połączeniu się z Gustav Otto Maschinenfabrik stworzyły BMW. Pracował tam jako inżynier, a następnie jako kierownik warsztatu Deutschen-Megola-Werke G.m.b.H. Firmę tę utworzył wraz z Hansem Meixnerem i Otto Landgrafem by produkować przednionapędowe motocykle Megola z pięciocylindrowym silnikiem rotacyjnym.
W 1921 stworzył lekki silnik pomocniczy do rowerów montowany nad tylnym kołem. Na jego bazie skonstruował w 1922 lekki motocykl Cockerell z leżącym, chłodzonym powietrzem i cieczą silnikiem o pojemności 110 cm³ i mocy 1,5KM. W 1924 powstała wersja z silnikiem 138cm³, a później 169,5cm³, która zdobyła Motocyklowe Mistrzostwo Niemiec w klasie 175 cm³.
Skonstruował również rodzinę ośmiocylindrowych silników dwusuwowych do popularnych samochodów jak również silnik czterocylindrowy, który był wykorzystywany w prototypach samochodów i motocykli.
W późniejszych latach prowadził badania nad silnikami Diesla do samolotów, turbinami i silnikiem Wankla.